# Mauna Loa
Mauna Loa (en hawaiano /ˈmɐwnə ˈlowə/) es uno de los cinco volcanes que, junto con el volcán Kohala, el volcán Hualalai, el volcán Kilauea y el volcán Mauna Kea, forman la isla de Hawái en el estado de Hawáiʻi en el océano Pacífico. Es un volcán en escudo activo con un volumen estimado en aproximadamente 75 000 km³, y es considerado el volcán más grande de la Tierra en términos de volumen y superficie, aunque su cumbre es aproximadamente 37 m más baja que la del volcán vecino, Mauna Kea. El nombre hawaiano Mauna Loa significa «montaña larga». La lava del Mauna Loa es muy fluida y pobre en sílice; las erupciones tienden a ser no explosivas y las pendientes del volcán no son muy pronunciadas.
Mauna Loa probablemente ha estado en erupción desde hace por lo menos 700 000 años, y puede haber emergido sobre el nivel del mar hace unos 400 000 años. Las rocas datadas más antiguas conocidas no son mayores de 200 000 años. El magma del volcán proviene del punto caliente de Hawái, el cual fue también responsable de la formación de la cadena de islas hawaianas a lo largo de decenas de millones de años. La lenta deriva de la placa del Pacífico llevará el Mauna Loa fuera del punto caliente dentro de 500 000 a 1 millón de años, en cuyo momento el volcán se extinguirá.
La erupción más reciente del Mauna Loa hasta ahora se produjo el 27 de noviembre de 2022 y parece haber terminado casi 2 semanas después. Aunque las erupciones recientes del volcán no causaron víctimas mortales, las de 1926 y 1950 destruyeron varias aldeas, y la ciudad de Hilo se construyó en parte sobre los flujos de lava de finales del siglo XIX. Por el riesgo que representa para los centros poblados de la isla, Mauna Loa ha sido incluido en el programa de Volcanes de la Década, que promueve el estudio de los volcanes más peligrosos del mundo. Desde 1912 ha sido intensamente vigilado por el Observatorio Vulcanológico de Hawái. Las observaciones de la atmósfera se llevan a cabo en el Observatorio de Mauna Loa, y las del sol en el Observatorio solar de Mauna Loa, ambos situados cerca de la cumbre del volcán. El Parque nacional de los Volcanes de Hawái incluye la cumbre y la ladera sureste del volcán, y también incorpora el Kilauea, un volcán vecino.

## Geología de Mauna Loa

### Contexto
Al igual que los demás volcanes de Hawái, Mauna Loa se formó cuando la placa tectónica del Pacífico pasó encima del punto caliente de Hawái, un punto caliente en el manto terrestre subyacente.  Los volcanes de las islas de Hawái solo forman la manifestación más reciente de este proceso que, a lo largo de 70 millones de años, creó la cadena de montes submarinos Hawái-Emperador con una longitud total de 6000 km. La opinión predominante, aunque no unánime, es que el punto caliente se mantuvo estacionario en el manto terrestre durante gran parte de, si no toda, la era Cenozoica. Sin embargo, aunque la pluma mantélica de Hawái es ampliamente estudiada y bien comprendida, la naturaleza de los puntos calientes sigue siendo enigmática.
Mauna Loa es uno de los cinco volcanes subareales de la isla de Hawái que fueron creados por el punto caliente de Hawái. El volcán más antiguo de la isla, Kohala, tiene una edad de más de un millón de años, y se cree que Kilauea, el volcán más joven, tiene una edad de 300 000 a 600 000 años. El volcán submarino de Lōʻihi en el flanco de la isla es aún más joven, pero todavía tiene que romper la superficie del océano. Con una edad de 1 millón hasta 700 mil años, Mauna Loa es el segundo volcán más joven de los cinco que cuenta la lsla, y el tercer volcán más joven de la cadena de montes submarinos de Hawái-Emperador, una cadena de volcanes en escudo y montes submarinos que se extiende desde Hawái hasta la fosa de las Kuriles en Rusia.
De acuerdo con el patrón de las rocas volcánicas de Hawái, Mauna Loa hubiera empezado como un volcán submarino joven, creciendo progresivamente por las erupciones submarinas de basalto álcali antes de emerger del océano con una serie de erupciones surtseyanas hace unos 400 000 años. Desde entonces, el volcán ha permanecido activo, generando una corriente continua de erupciones efusivas y explosivas, incluyendo 33 eventos históricos desde la primera erupción documentada de 1843. Aunque la actividad de Mauna Loa ha sido eclipsada en los últimos años por la de su vecino Kilauea, sigue siendo un volcán activo.

### Estructura
Mauna Loa es el volcán más grande del mundo; tiene una superficie de 5271 km², y una anchura máxima de 120 km. Cubre más de la mitad de la superficie de la isla de Hawáiʻi, y tiene un volumen de aproximadamente 65 000 a 80 000 km³ de roca sólida. Al sumar las extensas laderas submarinas del volcán (5000 m hasta el fondo del mar) y 4170 m de altura subaérea, es mayor que los 8848 m del Everest, medidos desde el nivel del mar hasta su punto más alto. Además, gran parte de la montaña es invisible incluso bajo el agua: su masa causa una depresión de la corteza debajo de ella con una profundidad adicional de 8 km que tiene la forma de una montaña inversa. Esto significa que la altura total del Mauna Loa desde el principio de su historia eruptiva es aproximadamente 17 170  m.
Mauna Loa tiene la apariencia de un típico volcán en escudo; tiene la forma de una larga cúpula que se extiende hasta el fondo del océano, cuyas laderas tienen una pendiente máxima de solo 12° como consecuencia de la lava muy fluida que produce. En la fase de escudo, las lavas que construyeron la enorme masa principal de la montaña fueron basaltos toleíticos, al igual que las de Mauna Kea, creados por la mezcla de magma primaria con la corteza oceánica subducida. La cumbre del Mauna Loa alberga tres cráteres de subsidencia superpuestos, dispuestos en un eje noreste-suroeste, el primero y el último con un diámetro de 1 km y el segundo en forma oblongo midiendo 4,2 x 2,5 km; en conjunto, estos tres cráteres forman la caldera Mokuʻaweoweo de  6,2 x 2,5 km, así llamado por la semejanza de sus incendios eruptivos con la coloración del pez hawaiano ʻāweoweo (Priacanthus meeki). El piso de la caldera de Mokuʻaweoweo se encuentra entre 170 y 50 m más bajo que su borde y es solo la última de varias calderas que se formaron y reformaron durante la vida del volcán. Fue creada entre hace 1000 y 1500 años por una gran erupción de la zona de ruptura noreste del Mauna Loa que vació una cámara magmática poco profunda debajo de la cumbre y se derrumbó en su forma actual. Además, existen dos cráteres más pequeños que se encuentran al suroeste de la caldera, llamados Lua Hou (Nuevo Pozo) y Lua Hohonu (Pozo Profundo).
La cumbre del Mauna Loa es también el punto focal de sus dos prominentes zonas de ruptura (inglés: rift zones), marcadas en la superficie por flujos de lava relativamente recientes y bien conservados (fácil de distinguir en las imágenes de satélite) y por líneas de fracturas dispuestas linealmente, atravesadas por conos de escoria y conos de salpicadura. Estas zonas de ruptura son estructuras hundidas, accionadas por intrusiones de diques a lo largo de una falla de desprendimiento subcutáneo que, según se cree, se extienden hasta la base del volcán, hasta una profundidad de 12 a 14 km. El primero es una ruptura de 60 km con orientación hacia el suroeste, de la caldera al mar, continuando sobre unos 40 km bajo el agua, con un cambio direccional notable de 40° a lo largo de su longitud; esta zona de ruptura fue históricamente activa sobre la mayor parte de su extensión. La segunda zona de fisuras en el noreste —que se extiende hacia la ciudad de Hilo con una tendencia casi recta y mal definida en sus últimas secciones— tuvo una actividad histórica solo en los primeros 20 km de su extensión. La zona de ruptura noreste toma la forma de una sucesión de conos de ceniza, el más prominente de los cuales es Puu Ulaula, «Colina Roja», con 60 m de altura. También existe una zona de ruptura menos definida en el norte, que se extiende hacia la Silla de Humuula, que marca la intersección entre Mauna Loa y Mauna Kea.
Se crearon modelos geofísicos simplificados de la cámara magmática de Mauna Loa, utilizando mediciones por radar interferométrico de apertura sintética de la deformación del suelo debido a la lenta acumulación de magma bajo la superficie del volcán. Estos modelos predicen la existencia de una cámara magmática de 1,1 km de ancho situada a una profundidad de unos 4,7 km —es decir 0,5 km debajo del nivel del mar— cerca de la margen sureste del Mokuʻaweoweo. Esta cámara magmática superficial está ubicada a una altitud mucho mayor que las zonas de ruptura del Mauna Loa, lo que sugiere que la actividad de las zonas de ruptura es generada por la intrusión de magma en las partes más profundas de la zona de ruptura, así como inyecciones de diques ocasionales en las partes menos profundas de la zona de ruptura; un mecanismo similar ha sido propuesto para el volcán vecino, el Kilauea. Los modelos anteriores, basados en dos erupciones más recientes del Mauna Loa, hiciero una predicción semejante, y colocaron la cámara magmática a 3 kilómetros de profundidad en la misma posición geográfica.
Mauna Loa tiene interacciones complejas con sus vecinos, Hualalai al oeste, Mauna Kea al norte, y en particular Kilauea al este. Los flujos de lava de Mauna Kea cruzan los flujos basales de Mauna Loa como consecuencia de la mayor edad de Mauna Kea, y las zonas de rupturas originales de Mauna Kea fueron enterradas debajo del vulcanismo post-escudo de Mauna Loa; Además, el Mauna Kea comparte el pozo de gravedad de Mauna Loa, causando una depresión en la corteza oceánica de 6 km.  También existe una serie de fallas normales en las laderas norte y oeste del Mauna Loa, entre sus dos principales zonas de ruptura, de las cuales se cree que son el resultado de la tensión circunferencial combinada de las dos zonas de ruptura y de la presión adicional debido al crecimiento hacia el oeste del volcán vecino Kilauea.
Dado que el Kilauea carece de una prominencia topográfica y aparece como una protuberancia en el flanco sureste del Mauna Loa, fue anteriormente interpretado como un satélite activo de Mauna Loa, tanto por los hawaianos nativos como por los primeros geólogos. Sin embargo, el análisis de la composición química de las lavas de los volcanes mostró que tienen cámaras magmáticas separadas, y que por lo tanto son volcanes distintos. No obstante, su proximidad ha dado lugar a una tendencia histórica en la que una alta actividad en un volcán suele coincidir con una baja actividad en el otro. Así, cuando Kilauea estaba inactivo entre 1934 y 1952, Mauna Loa se convirtió en un volcán activo, y cuando éste se quedó quieto entre 1952 y 1974, ocurrió lo contrario. Esto no es siempre el caso; la erupción de 1984 de Mauna Loa comenzó durante una erupción del Kilauea, pero no tuvo ningún efecto perceptible sobre la erupción del Kilauea, y la inflación en curso de la cumbre de Mauna Loa, indicativo de una futura erupción, comenzó el mismo día que los nuevos flujos de lava del cráter Puʻu Oʻo de Kilauea. Los geólogos sugirieron que los «pulsos» de magma que entraron en el sistema de magma más profundo de Mauna Loa, pudieran haber aumentado la presión en el interior de Kilauea así provocando las erupciones simultáneas.
Mauna Loa se está desplomando hacia el este a lo largo de la zona de ruptura del suroeste, acarreando su masa contra la de Kilauea y moviendo este último hacia el este a una velocidad de unos 10 cm por año; esta interacción entre los dos volcanes generó una serie de grandes terremotos en el pasado, y resultó en un significativo área de residuos a lo largo del flanco marino de Kilauea, conocido como la «Depresión de Hilina» (Hilina Slump). Existe un sistema de fallas más antiguo en el lado sureste de Mauna Loa, el cual se formó probablemente antes de que Kilauea se convirtió en un volcán suficientemente grande como para impedir el desplome de Mauna Loa, y del cual la falla de Kaoiki —la más baja y la más septentrional— sigue siendo un centro sísmico activo hoy en día. El lado oeste de Mauna Loa, en tanto, no es obstruido, y efectivamente se cree que sufrió un desplome masivo entre hace 100 000 y 200 000 años, el residuo del cual consiste en una dispersión de escombros de varios kilómetros de ancho sobre una distancia de hasta 50 km, una característica aún visible en la actualidad. El daño fue tan extenso que la parte frontal del daño probablemente cruzó la zona de ruptura del sudoeste. Hay muy poco movimiento ahí hoy en día, una consecuencia de la geometría actual del volcán.
Mauna Loa es lo suficientemente alto como para haber experimentado glaciación durante la última edad de hielo, hace 25 000 a 15 000 años. A diferencia de Mauna Kea, en el cual amplia evidencia de glaciación queda visible aún en la actualidad, Mauna Loa estaba activo en ese momento, y desde entonces creció unos 150 a 300 m adicionales, cubriendo los depósitos glaciares bajo nuevos flujos de lava; estratos de esa edad no se producen hasta por lo menos 2000 m debajo de la cima del volcán, demasiado bajo para el crecimiento glacial. El Mauna Loa también carece de una región de permafrost de montaña como lo tiene su vecino, aunque el hielo persiste esporádicamente en algunos lugares. Se especula que la extensa actividad freatomagmática que ocurrió durante este tiempo, contribuyó ampliamente a los depósitos de ceniza en la cumbre.

## Historia eruptiva

### Erupciones prehistóricas

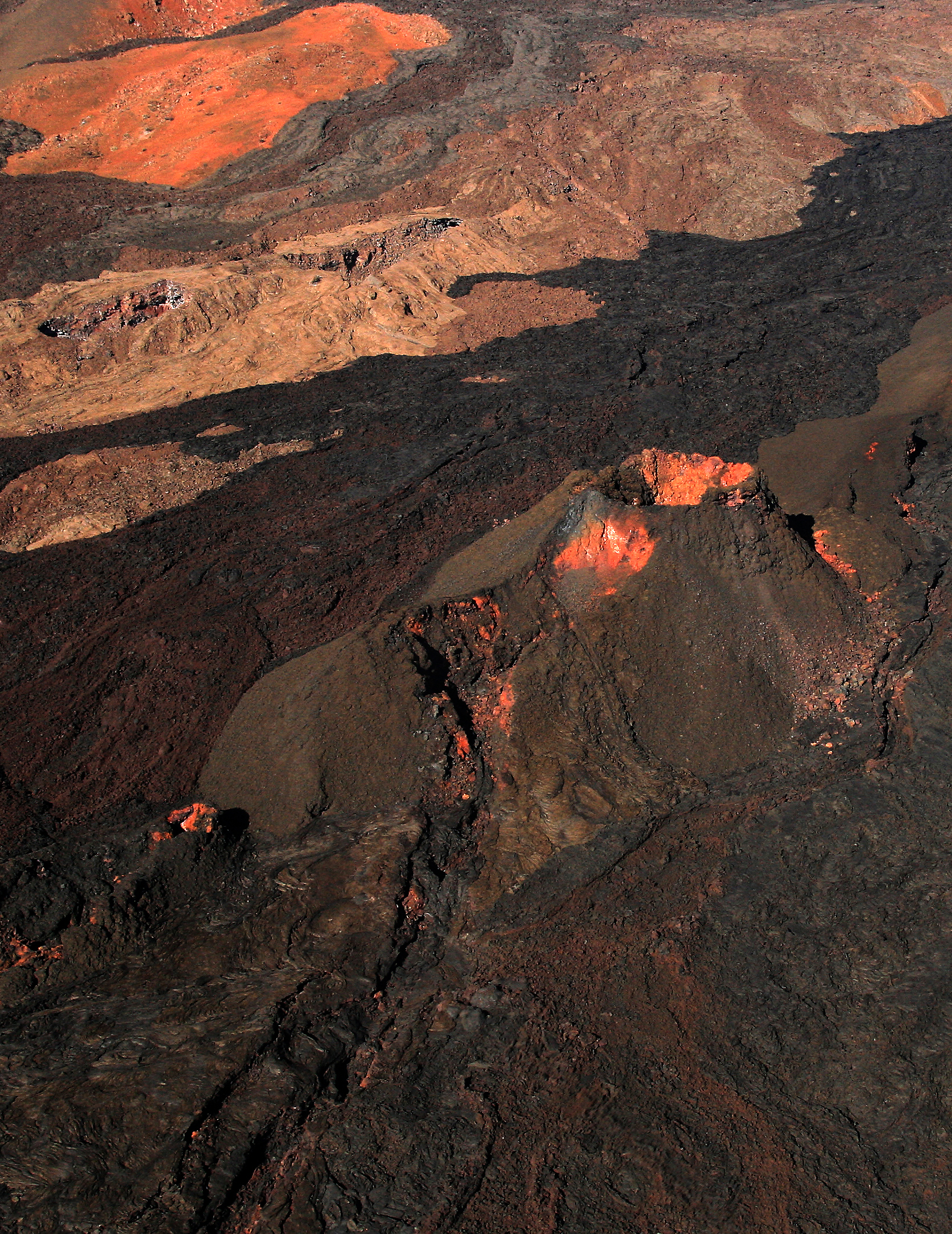
Un cono de escoria y flujos circundantes en Mauna Loa.

Para alcanzar su enorme tamaño dentro de su edad relativamente corta (geológicamente hablando) de 600 mil a 1 millón de años, el Mauna Loa debe haber crecido con gran rapidez durante su historia de desarrollo, y extensa datación de radiocarbono (tal vez la más extensa datación eruptiva prehistórica del mundo) acumuló un registro de casi doscientos flujos existentes con datación fiable, que confirman esta hipótesis.
Se cree que los flujos expuestos más antiguos en Mauna Loa son las colinas Ninole en su flanco sur, cuya datación de roca basáltico subaéreal indica una edad de aproximadamente 100 a 200 mil años. Forman una terraza contra la cual los flujos más recientes se toparon, muy erosionada y rajada en su inclinación; se cree que esto fue el resultado de un período de erosión debido a un cambio en la dirección del flujo de lava causado por el desplome prehistórico del volcán. Esto fue seguido por dos flujos de lava separados por una capa de ceniza intermedia, conocida como la capa de ceniza de Pahala: el antiguo basalto de Kahuka, escasamente expuesto por la parte baja de la ruptura suroeste, y el basalto Kaʻu el cual es más reciente, mucho más extendido y con amplia presencia en el volcán. Las cenizas de Pahala se produjeron durante un largo período hace aproximadamente 13 a 30 mil años, aunque una fuerte vitrificación y la interacción con los flujos más antiguos y más recientes impidieron una datación exacta. Su edad corresponde más o menos con la glaciación de Mauna Loa en la última edad de hielo, abriendo la posibilidad real de que sea el producto de la interacción freatomagmática entre los antiguos glaciares y las actividades eruptivas de Mauna Loa.
Estudios del volcán mostraron que se produce un ciclo en el cual la actividad volcánica en la cumbre es dominante durante varios cientos de años, después del cual la actividad se traslada a las zonas de ruptura durante varios siglos, para luego trasladarse nuevamente a la cumbre. Se identificaron claramente a dos ciclos, con una duración de 1500-2000 años. Entre los volcanes de Hawái este comportamiento cíclico es exclusivo de Mauna Loa. Hace 7000 o 6000 años, Mauna Loa fue en gran parte inactiva. Se desconoce la causa del cese de actividad, y no se conoce ningún otro hiato similar en otros volcanes de Hawái, excepto aquellos que se encuentran actualmente en la etapa post-escudo. La actividad volcánica, hace 11 000 a 8000 años, era más intensa de lo que es hoy en día. Sin embargo, la tasa de crecimiento global de Mauna Loa probablemente comenzó a disminuir en los últimos 100 000 años, y es posible que el volcán esté llegando al final de la fase de construcción en escudo con basalto toleítico.

### Historia reciente

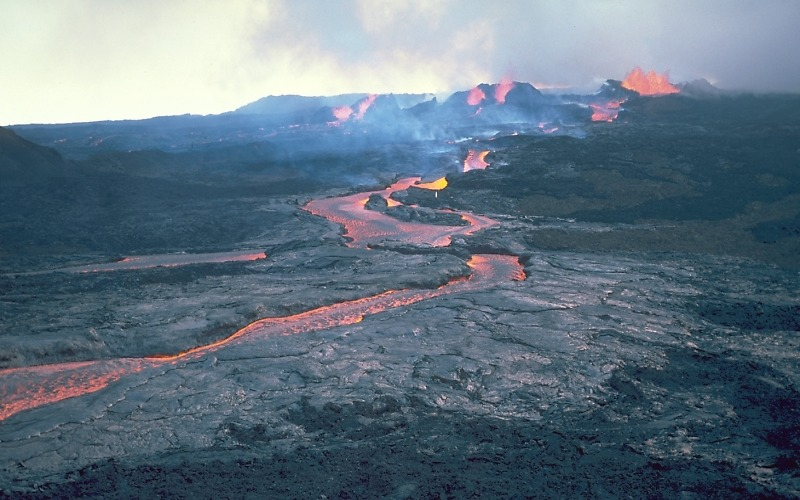
Colada de lava del Mauna Loa durante la erupción de 1984.

Los antiguos hawaianos poblaron la isla de Hawáiʻi hace aproximadamente 1500 años, pero con excepción de unos pocos relatos fragmentarios que datan de finales del siglo XVIII y principios del siglo XIX, no conservaron registros sobre la actividad volcánica en la isla.  Se produjeron posibles erupciones en torno a 1730, 1750, 1780 y en 1803. Una erupción en junio de 1832 fue atestiguada por un misionero en Maui, pero los 190 km entre las dos islas, y la falta de evidencia geológica aparente pusieron en duda su testimonio. Así, la primera erupción históricamente atestiguada y confirmada fue un evento en enero de 1843, fecha desde la cual Mauna Loa volvió a erupcionar 32 veces.
Las erupciones históricas del Mauna Loa fueron típicamente erupciones hawaianas y raramente violentas. Por lo general, comienzan con la aparición de fuentes de lava sobre una distancia de varios kilómetros a lo largo de una ruptura, coloquialmente conocida como «cortina de fuego» (que a menudo, pero no siempre, se propagan desde la cumbre del Mauna Loa) para finalmente concentrarse en un solo respiradero o chimenea, el centro eruptivo a largo plazo. Generalmente, después de algunos meses, la actividad en la cumbre es seguida por erupciones laterales. Aunque el Mauna Loa es menos activo que su vecino, el Kilauea, suele producir un volumen de lava mayor en menos tiempo. La mayoría de las erupciones se centra ya sea en la cumbre o en una de las dos principales zonas de ruptura; dentro de los últimos doscientos años, el 38 % de las erupciones ocurrió en la cumbre, 31 % en la zona de ruptura noreste, 25 % en la zona de ruptura suroeste, y el 6 % restante se originó de los respiraderos del noroeste. El 40 % de la superficie del volcán se compone de lava con una edad de menos de mil años, y el 98 % de lava tiene una edad de menos de 10 000 años. Aunque las erupciones suelen concentrarse en la cumbre y las zonas de ruptura, también ocurrieron tres erupciones históricas en el flanco noroeste del Mauna Loa.
El evento volcánico de 1843 fue seguido por las erupciones de 1849, 1851, 1852 y 1855, entre las cuales los flujos de lava de 1855 fueron particularmente extensos. En 1859 se registró el más grande de los tres flujos históricos que se centraron en el flanco noroeste del Mauna Loa, produciendo un largo río de lava que alcanzó el mar en la costa oeste de la isla de Hawái, al norte de la bahía de Kiholo. Una erupción en 1868 coincidió con el gran terremoto de Hawái de 1868, con una magnitud de 8 MW, que causó 77 muertes y que sigue siendo el terremoto más fuerte registrado en la isla. Después de la actividad de volcánica de 1871, Mauna Loa experimentó actividad casi continua desde agosto de 1872 hasta finales de 1877, una erupción voluminosa que duró aproximadamente 1200 días, aunque nunca se extendió más allá de la cumbre. Una erupción muy corta en 1877, que solo duró un día, fue inusual en que se produjo bajo el agua, en la bahía de Kealakekua, a una milla de la costa; espectadores que se acercaron a la zona en barcos, observaron que el agua era inusualmente turbulento y que ocasionalmente emergieron bloques flotantes de lava endurecida. Otras erupciones se produjeron en 1879 y dos veces en 1880, la última de las cuales duró hasta 1881 y los flujos de lava se extendieron hasta los límites actuales de Hilo, la ciudad más grande de la isla; sin embargo en aquel momento la localidad era un pueblo situado más bajo en la ladera del volcán, a la orilla del océano, por lo que no fue afectada por los flujos de lava.
De las erupciones que se produjeron en 1887, 1892, 1896, 1899, 1903 (dos veces), 1907, 1914, 1916, 1919 y 1926, tres (en 1887, 1919 y 1926) fueron parcialmente subareales. La erupción de 1926 es notable porque los flujos de lava afectaron un pueblo cerca de Hoopuloa, destruyendo 12 casas, una iglesia, y un pequeño puerto. Después de un evento en 1933, la erupción de 1935 provocó una crisis pública cuando flujos de lava del Mauna Loa comenzaron a dirigirse hacia Hilo. Para desviar los flujos que amenazaron la localidad, el entonces teniente coronel George S. Patton planeó una operación de bombardeo que fue efectuada el 27 de diciembre y que fue declarada un éxito por Thomas A. Jaggar, el director del Observatorio Vulcanológico de Hawái; la lava dejó de fluir el 2 de enero de 1936. Sin embargo, el papel del bombardeo en terminar la erupción ha sido fuertemente cuestionado por los vulcanólogos. Menos notable fue una erupción en 1940 que se limitó a la cumbre, aunque duró más tiempo.
La erupción de 1942 se produjo solo cuatro meses después del ataque a Pearl Harbor y el inicio de la participación de Estados Unidos en la Segunda Guerra Mundial. Creó un problema único ya que se produjo durante el oscurecimiento obligatorio de la isla; la luminosidad de la erupción obligó al gobierno a emitir un embargo de noticias para la prensa local, con la esperanza de evitar que los japoneses se dieron cuenta del evento y lo utilizarían para lanzar una campaña de bombardeo nocturno en la isla. Sin embargo, como los flujos de lava se extendieron rápidamente sobre el flanco del volcán y amenazaron el canal de ʻOlaʻa, la principal fuente de agua de Mountain View, la Fuerza Aérea de los Estados Unidos decidió lanzar sus propias bombas en la isla con la esperanza de desviar los flujos de lava; dieciséis bombas de 300 y 600 libras fueron lanzadas, pero no alcanzaron el resultado esperado. Finalmente, la erupción cesó por sí solo.
Después de un evento en 1949, la siguiente gran erupción se produjo en 1950. Originando de la zona de ruptura suroeste del volcán, el evento sigue siendo la erupción de la zona de ruptura más grande en la historia moderna del Mauna Loa; tuvo una duración de 23 días,  emitiendo 376 millones de metros cúbicos de lava, con flujos de lava que cubrieron los 24 km al océano en 3 horas. La erupción de 1950 no fue la erupción más voluminosa del volcán (el evento de 1872-1877 produjo más del doble de la cantidad de material) pero produjo la misma cantidad de lava que la erupción de 1859 en una décima parte del tiempo. Los flujos de lava alcanzaron el pueblo de Hoʻokena-mauka en el sur del distrito de Kona, cruzaron la carretera periférica 11, y alcanzaron el océano dentro de cuatro horas de la erupción, y aunque no hubo víctimas mortales, el pueblo fue totalmente destruido. Después del evento de 1950, el Mauna Loa entró en un largo período de inactividad, únicamente interrumpido por un pequeño evento en la cumbre en 1975 que duró un solo día. Sin embargo, retumbó a la vida en 1984, manifestándose primero en la cumbre del Mauna Loa y luego produciendo un estrecho flujo canalizado de lava 'a'a que avanzó cuesta abajo hasta 6 km de Hilo, lo suficientemente cerca como para iluminar la ciudad por la noche. Sin embargo, el flujo no continuó acercándose porque dos diques naturales más arriba en su camino rompieron y desviaron los flujos activos.
El Mauna Loa quedó inactivo desde 1984, el periodo de inactividad más largo en su historia registrada. Sin embargo, volvió a entrar en erupción el 27 de noviembre de 2022, terminando un periodo de 38 años de inactividad. La última erupción se declaró terminada 2 semanas después (13 de diciembre de 2022).

## Riesgo volcánico
Mauna Loa fue designado como uno de los Volcanes de la Década, uno de los dieciséis volcanes identificados por la Asociación Internacional de Vulcanología y Química del Interior de la Tierra (IAVCEI) como dignos de estudios especiales por su historia de grandes erupciones destructivas y los riegos que ponen por su proximidad a zonas pobladas. El Servicio Geológico de Estados Unidos mantiene un mapa de zonas de riesgo de la isla que incluye una escala de 1 a 9, con las zonas más peligrosas correspondiendo con los números más pequeños. Sobre la base de esta escala las zonas con una actividad volcánica continua —como la caldera en la cumbre de Mauna Loa y las zonas de ruptura— fueron clasificadas como «nivel 1». Gran parte del área que rodea las zonas de ruptura es considerada como «nivel 2»; aproximadamente el 20 % de la superficie de esta área ha sido afectado por flujos de lava en tiempos históricos. Gran parte del resto del volcán fue clasificado como «nivel 3» en la escala de riesgo; alrededor de 15 % a 20 % del área se vio afectado por flujos de lava en los últimos 750 años. Dos secciones del volcán —la zona de Naalehu, y el flanco sureste de la zona de ruptura de Mauna Loa— están protegidas de flujos de lava por la topografía local, y por lo tanto recibieron la designación de «nivel 6».
Aunque las erupciones volcánicas de Hawái raramente causan víctimas mortales (la única fatalidad histórica directa debido a la actividad volcánica en la isla se produjo en el Kilauea en 1924, cuando un espectador fue alcanzado por piedras durante una rara erupción explosiva), daños a propiedades debido a inundaciones de lava forman un peligro común y costosa. Erupciones hawaianas suelen producir flujos de lava extremadamente lentos, que no presentan gran peligro para la vida humana. Sin embargo, existen excepciones; La erupción de 1950 del Mauna Loa emitió en tres semanas un volumen de lava tan grande como la erupción actual del Kilauea produce en tres años, y alcanzó el nivel del mar dentro de las cuatro horas de su inicio, afectando el pueblo de Hoʻokena Mauka y una importante carretera de la isla. Los flujos de lava de una erupción anterior, en 1926, invadió el pueblo de Hoʻopuloa Makai, y Hilo, en parte construida sobre la lava de la erupción de 1880-1881, está en riesgo de futuras erupciones. La erupción de 1984 casi llegó a la ciudad, pero se detuvo después de que se logró desviar el flujo lava.
Un riesgo mucho mayor que pone el Mauna Loa es un repentino colapso masivo de los flancos del volcán, como el colapso del flanco oeste del volcán hace 100 000 a 200 000 años que creó la bahía de Kealakekua. La existencia de fallas profundas es una característica común de los volcanes de Hawái, una característica que ocasionó el deslizamiento gradual de gran parte de sus flancos y la formación de estructuras topográficas como la depresión de Hilina y las antiguas colinas de Ninole. Existe un riesgo real de que fuertes terremotos provoquen el colapso rápido de los flancos del volcán a lo largo de estas fallas, y que causen derrumbes masivos y posiblemente grandes tsunamis. Investigaciones submarinas revelaron numerosos deslizamientos a lo largo de la cadena de Hawái, así como evidencia de dos eventos de tsunamis gigantes: Hace 200 000 años, Molokaʻi fue afectado por un tsunami con una altura de 75 m, y hace 100 000 años, un megatsunami de 325 m de altura golpeó la isla de Lanaʻi. Un ejemplo más reciente de los riesgos asociados a deslizamientos se produjo en 1975 cuando la depresión de Hilina de repente se tambaleó hacia delante sobre varios metros, provocando un fuerte terremoto con una magnitud de 7.2 ML y un pequeño tsunami que causó la muerte de dos campistas en Halape.

## Monitorización
Construido en el Kilauea en 1912, el Observatorio Vulcanológico de Hawái (HVO) —actualmente una rama del Servicio Geológico de Estados Unidos— es la principal organización asociada con la supervisión, observación y estudio de los volcanes de Hawái. Thomas A. Jaggar, el fundador del observatorio, intentó una expedición a la cumbre del volcán para observar la erupción de 1914, pero fue se vio obstruido por la ardua caminata requerida (ver Primeras ascenciones europeas). Después de solicitar la ayuda de Lorrin A. Thurston en 1915, logró persuadir al Ejército de Estados Unidos de construir una «ruta sencilla a la cumbre» para uso público y científico, un proyecto que se realizó en diciembre de ese año; desde entonces el observatorio ha mantenido una presencia en el volcán.
Erupciones en el Mauna Loa están casi siempre precedidas y acompañadas de episodios prolongados de actividad sísmica. En el pasado el monitoreo sísmico era el principal mecanismo de alarma, y sigue siendo un mecanismo viable en la actualidad. Desde la creación del observatorio se mantuvieron estaciones sísmicas en Hawái, pero éstas se concentraron principalmente en el Kilauea, y la cobertura del Mauna Loa solo mejoró gradualmente durante el siglo XX. La mayor parte del sistema de monitoreo actual fue instalada en la década de 1970. La erupción de julio de 1975 fue precedida por actividad sísmica durante más de un año, y el HVO emitió avisos al público a partir de finales de 1974. la erupción de 1984 también fue precedida por hasta tres años de actividad sísmica inusualmente alta, y en 1983 los vulcanólogos pronosticaron una erupción dentro de dos años.
El sistema de monitoreo moderna en Mauna Loa se compone no solo de una red sísmica local, sino también de un gran número de estaciones GPS, inclinómetros, y medidores de deformación que se anclaron en el volcán para monitorear la deformación del suelo por el hinchazón de la cámara magmática subterránea. El conjunto de estos instrumentos presenta una imagen más completa de los eventos que preceden la actividad eruptiva. La red de GPS es el más duradero de los tres sistemas y tiene un gran alcance, mientras que los inclinómetros proporcionan los datos. Utilizando una línea de levantamiento topográfico a través de la caldera se midió un aumento de 76 mm en su anchura comparado al año anterior a la erupción de 1975; se midió un aumento similar previa a la erupción de 1984. Medidores de deformación, en cambio, son relativamente raros. El observatorio también mantiene dos detectores de gas en  Mokuaweoweo, la caldera del Mauna Loa, así como un webcam en directo accesible al público, y escaneos ocasionales con radar interferométrico de apertura sintética.

## Historia humana

### Antiguos hawaianos
Los primeros antiguos hawaianos que llegaron en la isla de Hawái vivieron a lo largo de la costa, donde los alimentos y el agua eran abundantes. Las aves no voladoras, que anteriormente no conocieron depredadores, se convirtieron en una fuente de alimentos básicos. Los primeros asentamientos tuvieron un gran impacto en el ecosistema local, y causaron muchas extinciones, sobre todo entre las especies de aves, así como la introducción de plantas y animales foráneos y el aumento de la erosión. El ecosistema forestal de tierras bajas predominante se transformó de bosques en pastizales; este cambio fue parcialmente causado por el uso del fuego, pero la razón principal parece haber sido la introducción de la rata de la Polinesia (Rattus exulans).
La religión de los antiguos hawaianos afirma que los cinco volcanes de la isla son sagrados, y se consideró a Mauna Loa con gran respecto; pero lo que sobrevive de la mitología en la actualidad se compone principalmente de relatos orales del siglo XVIII que fueron compilados en el siglo XIX. La mayoría de estos relatos coinciden en que la deidad del volcán hawaiano, Pele, reside en el cráter Halemaʻumaʻu en el Kilauea; Sin embargo algunos mencionan que reside en Mokuaweoweo, la caldera del Mauna Lao, y en términos generales el mito asocia la deidad con toda la actividad volcánica en la isla. En cualquier caso, la falta de contorno geográfico pronunciado del Kilauea y el fuerte vínculo volcánico con Mauna llevó a los antiguos hawaianos a considerar el Kilauea como un satélite del Mauna Loa, es decir, gran parte de la mitología asociada a Kilauea fue también dirigida a Mauna Loa.
Los antiguos hawaianos construyeron un extenso sistema de senderos en la isla de Hawái, hoy conocido como el Sendero histórico nacional de Ala Kahakai (en inglés: Ala Kahakai National Historic Trail). La red estaba integrada por tramos cortos que atendieron a las áreas locales a lo largo de las principales carreteras, y redes más amplias dentro y alrededor de los centros agrícolas. La ubicación y el posicionamiento de los senderos era práctico, conectando zonas de vida a las granjas y los puertos, con algunas secciones montañosas reservadas para la recolección, y la mayoría de los senderos marcados suficientemente bien como para poder identificarlos después de que se termine su uso regular. Uno de estos senderos, el sendero Ainapo (en inglés: Ainapo Trail) con una longitud de 56 km, ascendió más de 3400 m desde el pueblo de Kapapala para terminar al borde de la caldera Mokuʻaweoweo en la cumbre del Mauna Loa. Aunque el trayecto de varios días fue arduo, los antiguos hawaianos probablemente visitaron la cumbre del Mauna Loa durante las erupciones para dejar ofrendas y oraciones en honor a Pele, tanto como lo hicieron en Halemaʻumaʻu, la caldera más activa y accesible del Kilauea. Varios campamentos establecidos a lo largo del camino suministraron agua y alimentos para los viajeros.

### Primeras ascenciones europeas
En 1778 James Cook fue el primer europeo en tocar tierra en la isla de Hawái y regresó a la isla en 1779. En su segunda visita, John Ledyard, un cabo de los Royal Marines a bordo de la HMS Resolution recibió licencia para una expedición a la cumbre del Mauna Loa para conocer «esa parte de la isla, sobre todo la cima, cuya punta está generalmente cubierta de nieve, y había despertado una gran curiosidad». Utilizando una brújula, Ledyard y un pequeño grupo de compañeros de buque y auxiliares nativos trataron de realizar un trayecto directo a la cumbre. Sin embargo, en el segundo día de camino la ruta se hizo más pronunciada, y bloqueado por «marañas impenetrables», y el grupo se vio obligado a abandonar su intento y regresar a la bahía de Kealakekua, calculando que habían «penetrado 24 millas y suponemos dentro de los 11 kilómetros de la cima»; en realidad, Mokuʻaweoweo se encontró a solo 32 km (20 mi) al este de la bahía, una sobreestimación severa por parte de Ledyard. Otro de los hombres de Cook, el teniente James King del HMS Resolution, estimó la altitud del volcán en al menos 5600 metros basándose en su línea de nieve.

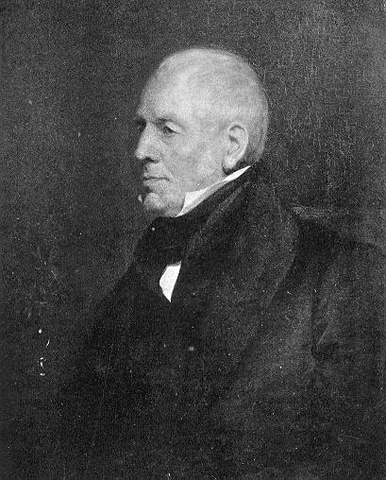
El botánico y naturalista escocés Archibald Menzies, fue el primer europeo en alcanzar la cima del Mauna Loa, en su tercer intento.

El siguiente intento de llegar a la cumbre del Mauna Loa fue una expedición dirigida por Archibald Menzies, un botánico y naturalista escocés que participó en la Expedición Vancouver de 1793. En febrero de ese año, Menzies, acompañado de compañeros y un pequeño grupo de asistentes nativos de Hawái, intentaron una ruta directa hacia la cumbre desde la bahía de Kealakekua, logrando cubrir una distancia de 26 km según sus cálculos (una sobreestimación) antes de que tuvieran que regresar debido a la espesura de los matorrales. En una segunda visita a la isla, en enero del siguiente año, Menzies fue puesto a cargo de explorar el interior de la isla, y después de atravesar las laderas del Hualalai, su expedición llegó hasta el altiplano que separa ambos volcanes. Menzies decidió realizar un segundo intento (a pesar de las objeciones del jefe de la isla que les acompañaba), pero su intento se vio nuevamente obstaculizado por los matorrales impenetrables.
En febrero de 1794, Menzies hizo un tercer intento de ascender a la cumbre del Mauna Loa. Esta vez el botánico consultó al rey Kamehameha I y se enteró de que podía desplazarse en canoas hacia el sur y seguir el sendero ʻAinapo, cuya existencia desconocía previamente. Significativamente mejor preparados, Menzies, el teniente Joseph Baker y el guardiamarina George McKenzie del HMS Discovery, y un siervo (probablemente Jonathan Ewins), llegaron a la cumbre, que Menzies estimó en 4156 m s. n. m. con la ayuda de un barómetro (consistente con la altitud actual de 4169 m s. n. m.). Le sorprendieron las fuertes nevadas y temperaturas bajas de -3 °C por la mañana; no pudo comparar las altitudes de Mauna Loa y Mauna Kea, pero suponía correctamente que esta última era más alta en función de su capa de nieve más grande.
El siguiente ascenso exitoso se realizó después de 40 años, el 29 de enero de 1834, por el botánico escocés David Douglas, quien utilizó la ruta del sendero ʻAinapo para alcanzar la cumbre. Douglas se quedó la noche en la cumbre para hacer mediciones de la caldera y registrar los datos barométricos de la altitud del volcán, medidas que resultaron ser inexactas. También recogió muestras biológicas en el camino, y después de una bajada difícil comenzó a cotejar sus muestras; unos meses más tarde, antes de regresar a Inglaterra, su cuerpo fue encontrado misteriosamente aplastado en un pozo, al lado de un jabalí muerto.
Isidor Lowenstern subió a la cumbre del Mauna Loa en febrero de 1839 y fue el tercer europeo en hacerlo en 60 años.

### Expedición de Wilkes
A partir de 1838 la expedición exploratoria de los Estados Unidos, al mando del teniente Charles Wilkes, fue encargada con la amplia tarea de estudiar el océano Pacífico. En septiembre de 1840 la expedición llegó a Honolulu, donde la reparación de los barcos tardó más de lo esperado. A la espera de un mejor clima para continuar la expedición, Wilkes decidió pasar el invierno en Hawái y aprovechar la oportunidad de explorar los volcanes de la isla. El rey Kamehameha III asignó un misionero médico estadounidense, Dr. Gerrit P. Judd, como traductor de la expedición.
Wilkes navegó a Hilo en la isla de Hawái y decidió subir el Mauna Loa primero, ya que parecía más fácil que el Mauna Kea. El 14 de diciembre contrató a cerca de 200 cargadores, pero se dio cuenta de que solo podían llevar la mitad del equipo, por lo que tuvo que contratar a cargadores hawaianos adicionales a costos más altos. Cuando, después de dos días, llegaron a Kilauea, el guía Puhano se dirigió en la dirección del sendero establecido de ʻAinapo. Wilkes no quería regresar cuesta abajo, por lo que abrió un camino a través de un denso bosque, orientándose con una brújula. Los hawaianos se sintieron ofendidos por la pérdida de los árboles sagrados, el cual no contribuyó a mejorar los ánimos. A una altitud de aproximadamente 1800 m s. n. m. establecieron un campamento llamado «Sunday Station» (Estación de domingo) en el borde del bosque.
En Sunday Station, dos guías se unieron a ellos: Keaweehu («el cazador de pájaros»), y otro que llamaron «Ragsdale», cuyo nombre hawaiano no fue registrado. Aunque Wilkes pensaba estar cerca de la cumbre, los guías sabían que ni se encontraban a medio camino. Como no había agua en Sunday Station, tuvieron que enviar cargadores para traerla a una distancia de 16 km desde una reserva de agua acumulada en un tubo de lava en el sendero ʻAinapo. Después de dedicar un día al reabastecimiento de provisiones, continuaron hasta el segundo campamento que llamaron «Recruitment Station» («Estación de reclutamiento») a una altitud de aproximadamente 2700 m s. n. m. Después de otro día de camino, establecieron «Flag Station» («Estación de bandera») el 22 de diciembre, y en ese momento estaban en el sendero ʻAinapo. La mayoría de los porteros fueron enviados de vuelta para traer otra carga. 

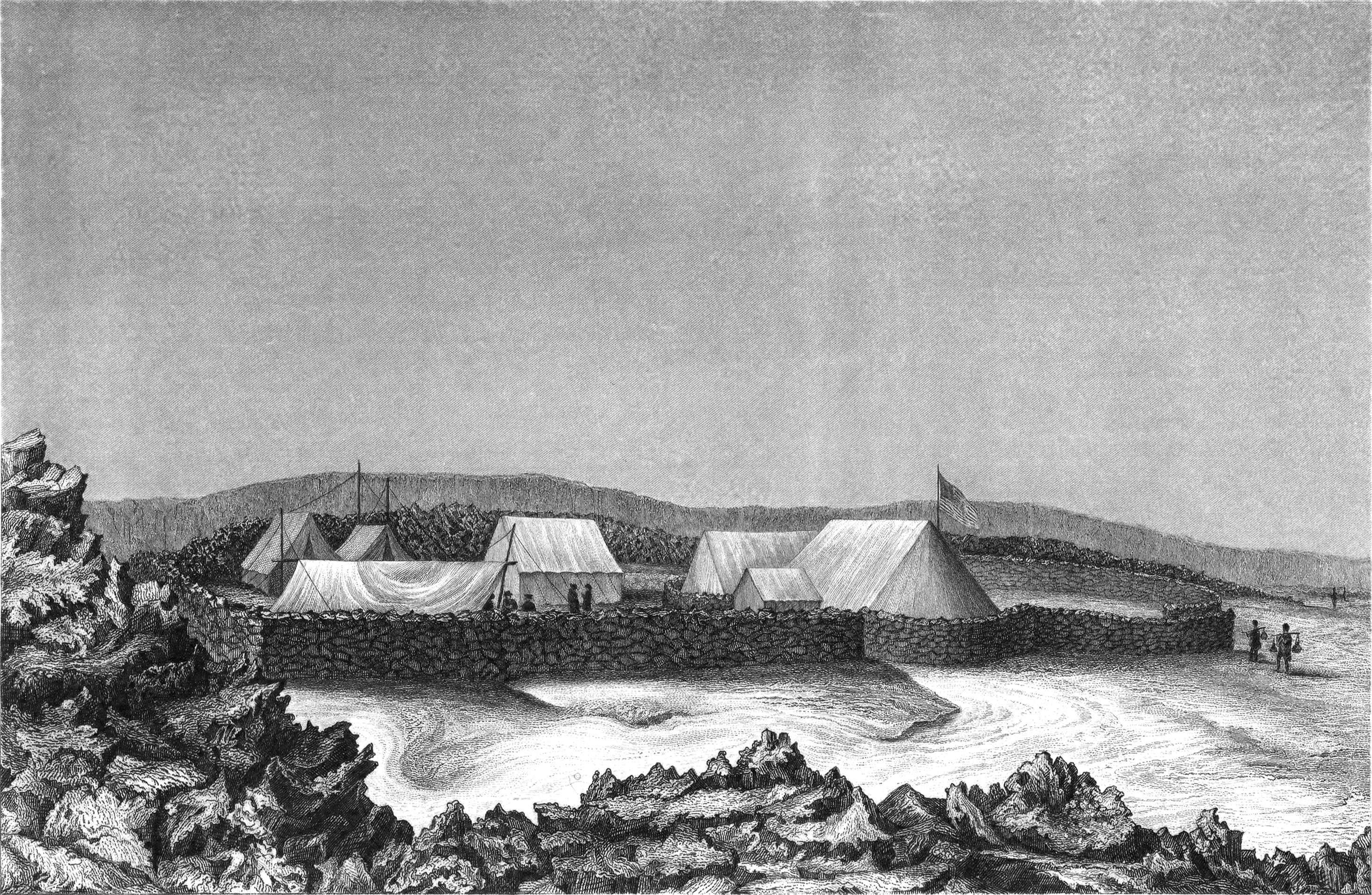
Campamento de la expedición de Charles Wilkes en la cumbre del Mauna Loa en enero de 1841.

En Flag Station, Wilkes y los ocho hombres restantes construyeron una pared circular de piedras de lava y cubrieron el refugio con una tienda de lona. Se vieron envueltos en una tormenta de nieve, y varios sufrieron del mal de altura. La noche del 23 de diciembre el techo de lona colapsó por la nieve acumulada. Al amanecer algunos miembros del grupo bajaron para traer leña y recuperar el equipaje abandonado en el camino el día anterior. Después de otro día de ascensión, nueve hombres llegaron al borde del Mokuʻaweoweo. No encontraron una forma de bajar por las laderas empinadas de la caldera, y decidieron acampar en un lugar plano en el borde de la caldera, en las coordenadas 19°27′59″N 155°34′54″O / 19.46639, -155.58167. Su tienda se encontraba a 18 m de la orilla del cráter, segurada por bloques de lava.
La mañana siguiente no pudieron iniciar un fuego mediante fricción debido al aire enrarecido a esa altura, y enviaran un hombre a traer cerillas. Mientras tanto, los oficiales de la marina y los hawaianos no pudieron lograr un acuerdo sobre los términos para contratar porteros, por lo que se mandaron marineros e infantes de marina desde los barcos. El médico, Dr. Judd, hizo la recorrida entre la cumbre y «Recruitment Station» para atender a muchos que sufrían del mal de altura o habían desgastado sus zapatos en la roca áspera. Durante el día de Navidad construyeron paredes de piedras alrededor del campamento para darle una cierta protección contra los fuertes vientos y las tormentas de nieve. Necesitaron una semana para llevar todo el equipo a la cumbre, incluyendo el péndulo diseñado para medir pequeñas variaciones en la gravedad.
El 31 de diciembre de 1840 iniciaron el montaje de la casa de péndulo prefabricada. Con hachas y cinceles aplanaron la superficie de la roca para la base del péndulo. Tardaron otros tres días para ajustar el reloj y comenzar los experimentos. Sin embargo, los fuertes vientos hicieron tanto ruido que no se podía escuchar el tictac del reloj, y causaron variaciones en la temperatura resultando en mediciones inexactas.
El día lunes 11 de enero, Wilkes caminó alrededor del cráter de la cumbre. Utilizando un método óptico, estimó que Mauna Kea era solo 19 m más alto que Mauna Loa (las mediciones modernas indican una diferencia de 32 m).
El 13 de enero de 1841, mandó inscribir «Pendulum Peak, January 1841 U.S. Ex, Ex.»  en una roca en el sitio del campamento.
Las tiendas fueron desmanteladas y los portadores hawaianos llevaron los equipos hacia abajo durante los siguientes tres días. Después de realizar mediciones adicionales en elevaciones más bajas, Wilkes abandonó la isla el 5 de marzo. Por todo el esfuerzo que invirtió no obtuvo resultados significativos, atribuyendo las discrepancias de gravedad a «las mareas».
Las ruinas del campamento de la expedición de Wilkes son las únicas evidencias físicas conocidas de la expedición exploratoria de los Estados Unidos en el Pacífico. El 24 de julio de 1974, el campamento fue incluido en el Registro Nacional de Lugares Históricos en la página 74000295, y es también un sitio histórico estatal con número de registro 10-52-5507.

### En la actualidad
En 1934 se utilizaron algunas de las piedras del campamento de Wilkes para construir un refugio en la cumbre. En 1916, la caldera Mokuʻaweoweo fue incluida en el parque nacional de los Volcanes de Hawái, y se construyó un nuevo sendero que conectó la jefatura del parque en el Kilauea con la cumbre del Mauna Loa, una ruta aún más directa que la que fue tomada por Wilkes. Esta ruta, que conduce a la cumbre desde el este pasando por Red Hill, se convirtió en la ruta preferida debido a su acceso fácil y la pendiente más suave. Después de caer en desuso, el sendero histórico de ʻAinapo fue reabierto en 1990. Una tercera ruta moderna comienza en Saddle Road, sube al Observatorio de Mauna Loa que se encuentra a una altitud de 3394 m s. n. m., a pocos kilómetros al norte de Mokuʻaweoweo, y el sendero North Pit.

## Clima
Los vientos alisios soplan de este a oeste a través a lo largo de las islas de Hawái, y la presencia de Mauna Loa afecta fuertemente el clima local. En las elevaciones más bajas, la vertiente oriental (barlovento) del volcán recibe fuertes lluvias, y la ciudad de Hilo es considerada la más húmeda de los Estados Unidos. La precipitación sostiene una forestación extensa. En contraste, el lado occidental (sotavento) tiene un clima mucho más seco. En las elevaciones más altas, la cantidad de precipitación disminuye, y el cielo suele ser claro. Por las temperaturas muy bajas la precipitación se produce a menudo en forma de nieve, y la cumbre del Mauna Loa es descrita como un área periglacial, donde la congelación y descongelación tienen un papel importante en la configuración del paisaje.
Mauna Loa tiene un clima tropical con temperaturas cálidas en las elevaciones más bajas, y temperaturas frescas o frías en la zonas más altas durante todo el año. A continuación se muestra la tabla para el observatorio de ladera que se encuentra a una altitud de 3000 m s. n. m., en la zona alpina. La temperatura más alta registrada fue de 29 °C y la más baja fue -8 °C, registrado el 18 de febrero de 2003 y el 20 de febrero de 1962 respectivamente.
| Parámetros climáticos promedio de Observatorio de ladera del Mauna Loa (1961-1990) | Parámetros climáticos promedio de Observatorio de ladera del Mauna Loa (1961-1990) | Parámetros climáticos promedio de Observatorio de ladera del Mauna Loa (1961-1990) | Parámetros climáticos promedio de Observatorio de ladera del Mauna Loa (1961-1990) | Parámetros climáticos promedio de Observatorio de ladera del Mauna Loa (1961-1990) | Parámetros climáticos promedio de Observatorio de ladera del Mauna Loa (1961-1990) | Parámetros climáticos promedio de Observatorio de ladera del Mauna Loa (1961-1990) | Parámetros climáticos promedio de Observatorio de ladera del Mauna Loa (1961-1990) | Parámetros climáticos promedio de Observatorio de ladera del Mauna Loa (1961-1990) | Parámetros climáticos promedio de Observatorio de ladera del Mauna Loa (1961-1990) | Parámetros climáticos promedio de Observatorio de ladera del Mauna Loa (1961-1990) | Parámetros climáticos promedio de Observatorio de ladera del Mauna Loa (1961-1990) | Parámetros climáticos promedio de Observatorio de ladera del Mauna Loa (1961-1990) | Parámetros climáticos promedio de Observatorio de ladera del Mauna Loa (1961-1990) |
| Mes                                                                                | Ene.                                                                               | Feb.                                                                               | Mar.                                                                               | Abr.                                                                               | May.                                                                               | Jun.                                                                               | Jul.                                                                               | Ago.                                                                               | Sep.                                                                               | Oct.                                                                               | Nov.                                                                               | Dic.                                                                               | Anual                                                                              |
| ---------------------------------------------------------------------------------- | ---------------------------------------------------------------------------------- | ---------------------------------------------------------------------------------- | ---------------------------------------------------------------------------------- | ---------------------------------------------------------------------------------- | ---------------------------------------------------------------------------------- | ---------------------------------------------------------------------------------- | ---------------------------------------------------------------------------------- | ---------------------------------------------------------------------------------- | ---------------------------------------------------------------------------------- | ---------------------------------------------------------------------------------- | ---------------------------------------------------------------------------------- | ---------------------------------------------------------------------------------- | ---------------------------------------------------------------------------------- |
| Temp. máx. abs. (°C)                                                               | 19                                                                                 | 29                                                                                 | 18                                                                                 | 19                                                                                 | 20                                                                                 | 22                                                                                 | 21                                                                                 | 20                                                                                 | 19                                                                                 | 19                                                                                 | 18                                                                                 | 19                                                                                 | 29                                                                                 |
| Temp. máx. media (°C)                                                              | 9.9                                                                                | 9.8                                                                                | 10.1                                                                               | 11                                                                                 | 12.2                                                                               | 14                                                                                 | 13.6                                                                               | 13.5                                                                               | 13.2                                                                               | 12.6                                                                               | 11.4                                                                               | 10.3                                                                               | 11.8                                                                               |
| Temp. mín. media (°C)                                                              | 0.7                                                                                | 0.5                                                                                | 0.7                                                                                | 1.4                                                                                | 2.6                                                                                | 4.1                                                                                | 3.8                                                                                | 3.8                                                                                | 3.6                                                                                | 3.2                                                                                | 2.3                                                                                | 1.3                                                                                | 2.33                                                                               |
| Temp. mín. abs. (°C)                                                               | -7                                                                                 | -8                                                                                 | -7                                                                                 | -4                                                                                 | -3                                                                                 | -2                                                                                 | -3                                                                                 | -2                                                                                 | -2                                                                                 | -3                                                                                 | -4                                                                                 | -6                                                                                 | -8                                                                                 |
| Precipitación total (mm)                                                           | 58                                                                                 | 38                                                                                 | 43                                                                                 | 33                                                                                 | 25                                                                                 | 13                                                                                 | 28                                                                                 | 38                                                                                 | 33                                                                                 | 28                                                                                 | 43                                                                                 | 51                                                                                 | 431                                                                                |
| Nevadas (cm)                                                                       | 0                                                                                  | 2.5                                                                                | 0.8                                                                                | 3.3                                                                                | 0                                                                                  | 0                                                                                  | 0                                                                                  | 0                                                                                  | 0                                                                                  | 0                                                                                  | 0                                                                                  | 2.5                                                                                | 9.1                                                                                |
| Días de precipitaciones (≥ )                                                       | 4                                                                                  | 5                                                                                  | 6                                                                                  | 5                                                                                  | 4                                                                                  | 3                                                                                  | 4                                                                                  | 5                                                                                  | 5                                                                                  | 5                                                                                  | 5                                                                                  | 4                                                                                  | 55                                                                                 |
| Fuente: NOAA                                                                       |                                                                                    |                                                                                    |                                                                                    |                                                                                    |                                                                                    |                                                                                    |                                                                                    |                                                                                    |                                                                                    |                                                                                    |                                                                                    |                                                                                    |                                                                                    |

## Observatorios

Concentraciones atmosférica de CO_{2}, medidas en el observatorio de Mauna Loa.

Por su ubicación, el Mauna Loa se convirtió en un lugar importante para la vigilancia atmosférica realizada por la Vigilancia de la Atmósfera Global (Organización Meteorológica Mundial), y para otras observaciones científicas. El Observatorio Solar de Mauna Loa (MLSO), situado a una altitud de 3400 m s. n. m. en la ladera norte de la montaña, desempeñó un papel destacado en las observaciones solares. El Observatorio de Mauna Loa (MLO) de NOAA también se encuentra muy cerca. Desde su ubicación muy por encima de las influencias generadas por los asentamientos humanos locales, el MLO monitorea el ambiente global, incluyendo el gas de efecto invernadero, dióxido de carbono. Las mediciones se ajustan para tener en cuenta la desgasificación local de CO2 del volcán. 
El Array for Microwave Background Anisotropy (AMIBA) comenzó sus exploraciones del origen del universo desde octubre de 2006.